# Klin nad Bodrogom
Klin nad Bodrogom (em húngaro: Bodrogszög) é um município da Eslováquia, situado no distrito de Trebišov, na região de Košice. Tem 3,65 km² de área e sua população em 2018 foi estimada em 201 habitantes.

## Demografia
| Ano:        | 1994 | 2004   | 2014   | 2024    |
| ----------- | ---- | ------ | ------ | ------- |
| Broj ljudi: | 206  | 194    | 212    | 185     |
| Razlika:    |      | -5,82% | +9,27% | -12,73% |

| Ano:               | 2023 | 2024 |
| ------------------ | ---- | ---- |
| Número de pessoas: | 185  | 185  |
| Diferença:         |      | +0%  |